# Мригаширша
Мригаши́рша (санскр. मृगशीर्षम्, IAST: Mr̥gáśirṣa, «оленья голова») — это пятая накшатра из классического списка лунного цикла в индуистской астрологии, склонение от +23° 20′ (Вришабха Раши) до +6° 40′ (Митхуна Раши), соответствует звездам λ (+9° 56′ 2,96″), φ1 (+9° 29′ 22.4878″), φ2 (+9° 17′ 26.4096″) в созвездии Ориона.

## Другие названия
Мригаширша имеет разные названия в зависимости от языковых, культурных и религиозных традиций:
- Аграхаяни санскр. अग्रहयनी, IAST: āgrahāyaṇī — название в древнеиндийских текстах
- на там. மான் தலை — Māṉ talai
- на тиб. — Го
- на вайли — Mgo, «голова»
- на кит. трад. 觜宿[англ.], пиньинь Zī xiù, палл. Цзы сю — «черепаха»

## Описание
В сидерический период обращения Луны (лунный год) это пятая стоянка с проекцией на λ, φ1, φ2 в Орионе на видимой части звездного неба.
- Управителем[2] этой накшатры является Мангала (Марс)
- Символы[2] — оленья голова
- Божество[3] — Сома или Чандра — божество Луны, он держит амриту (нектар и, одновременно, яд вечности)

В индийском зодиаке данная часть сидерического периода первые две пада (четверти) этой накшатры соответствует концу месяца Вришабха (Vṛṣabha Rāśi) и вторые две пада (четверти) — началу месяца Митхуна (Mithuna Rāśi).
В западном зодиаке соответствует склонению от +19° 20′ в созвездии Тельца до +6° 40′ в созвездии Близнецов[прояснить]?. 

## Традиции
Традиционные индийские имена определяются тем, в какой паде (четверти) накшатры находился Асцендент ASC (Лагна) во время рождения ребёнка. Каждая из накшатр занимает 13° 20′ эклиптики и делится на Па́да (четверти) по 3° 20′. В случае с накшатрой Мригаширша имя будет начинаться со следующих слогов:
|              | 1-я пада | 2-я пада | 3-я пада | 4-я пада |
| ------------ | -------- | -------- | -------- | -------- |
| Начало имени | वे Ве/Бе  | वो Во/Бо  | का Ка     | की Ке     |